# Джиндичи (община Соколац)
Джиндичи (на сръбски: Џиндићи) е село в Босна и Херцеговина, разположено в община Соколац, в ентитета на Република Сръбска. Населението му според преброяването през 2013 г. е 9 души, от тях: 9 (100 %) сърби.

## Население
Численост на населението според преброяванията през годините:
- 1961 – 179 души
- 1971 – 160 души
- 1981 – 97 души
- 1991 – 44 души
- 2013 – 9 души